# Löts socken, Östergötland
Löts socken ingick i Memmings härad och uppgick i Borgs socken 1803.  Området ligger idag i Norrköpings kommun.
Sockenkyrkan Löts kyrka, Östergötland revs 1803 samma år som den gemensamma kyrkan Borgs kyrka stod klar.

## Administrativ historik
Socknen har medeltida ursprung.
En begäran om sammanslagning av Borgs och Löts socknar bifölls av Kungl. Maj:t 1783. År 1803 var den nya gemensamma kyrkan klar och församling och socken gick då upp i Borgs församling och socken, som sedan fram till 1887 benämndes Borg och Löts socken.